# Ptychadena newtoni
Ptychadena newtoni är en groddjursart som först beskrevs av Bocage 1886.  Ptychadena newtoni ingår i släktet Ptychadena och familjen Ptychadenidae. IUCN kategoriserar arten globalt som starkt hotad. Inga underarter finns listade i Catalogue of Life.